# Lucius B. Packard
Der US-amerikanische Stellmacher und Möbelbauer Lucius B. Packard († 14. Oktober 1914) baute bereits 1860 das erste Veloziped (Laufrad, Draisine) in Peabody (Massachusetts). Sein Betrieb zog um nach Salem (Massachusetts), wo er bis 1914 an der Ecke Derby- und Liberty Street domiziliert war. Hier entstand 1879 sein erstes richtiges Fahrrad.

## Beschreibung
1895 konstruierte Packard ein eigenes, experimentelles Automobil. Erst zwei Jahre zuvor hatten die Gebrüder Duryea das erste benzingetriebene Auto der USA vorgestellt. Packards Fahrzeug war als Runabout für 2 Personen ausgelegt und hatte Holzspeichenräder. Angetrieben wurde es von einem Verbrennungsmotor mit 2 bhp (ca. 1,5 kW) Leistung des Herstellers American. Die Kraft wurde mit einer Kette auf das linke Hinterrad übertragen. Zum Regulieren der Geschwindigkeit diente ein Handhebel rechts vom Lenkhebel: Drücken nach vorn beschleunigte das Fahrzeug, Ziehen nach hinten verlangsamte es. In senkrechter Stellung arbeitete der Motor im Leerlauf. Ein zweiter, ähnlicher Hebel hinter dem Sitz diente dem Rückwärtsfahren – eine der frühesten Einrichtungen dieser Art. Für dieses Automobil fand sich schon vor der Fertigstellung ein Käufer.
Nach eigenen Angaben baute Lucius Packard 1896 ein Elektromobil, als dessen Basis eine Kutsche diente. 1898 folgte ein elektrisch betriebenes Dreirad. Diese filigrane Konstruktion hatte Holzspeichenräder und wurde mit Lenkhebel über das Vorderrad gesteuert. Weitere Fahrzeuge sind nicht belegt.
Am 25. Juni 1914 zerstörte ein Brand das Geschäft. Lucius Packard verstarb am 14. Oktober desselben Jahres.
Vom 1. und vom 3. Fahrzeug sind Fotografien überliefert.
Lucius B. Packard scheint nicht mit der Unternehmer-Familie Packard in Warren (Ohio) (Mitbegründer der Marke Packard, 1899–1958) verwandt gewesen zu sein.